# کلیسای ماریا آکسیلیادورا
کلیسا یا معبد ماریا آؤکلسیلیا (به اسپانیایی: Templo de María Auxiliadora) یکی از کلیساهای تاریخی شهر کیتو در اکوادور است. بنای کلیسا در سال ۱۹۰۰ میلادی احداث شده است و به ماریا، کمک‌حال مسیحیان تقدیم شده است.